# Ucria

Ubicació de Ucria dins de la província

Ucria (sicilià Ucria) és un municipi italià, dins de la ciutat metropolitana de Messina. L'any 2009 tenia 1.185 habitants. Limita amb els municipis de Castell'Umberto, Floresta, Raccuja, Sinagra i Tortorici.

## Administració
| Període | Identitat     | Partit        |
| ------- | ------------- | ------------- |
| 2008-   | Franca Algeri | Llista cívica |